# Lijst van voetbalinterlands Benin - Togo
Deze lijst van voetbalinterlands is een overzicht van alle officiële voetbalwedstrijden tussen de nationale teams van Benin en Togo. De landen speelden tot op heden 24 keer tegen elkaar. De eerste ontmoeting was een vriendschappelijke wedstrijd op 7 november 1982 in Lomé. Het laatste duel, een kwalificatiewedstrijd voor het African Championship of Nations 2024, werd gespeeld in Abidjan (Ivoorkust) op 2 november 2024.

## Wedstrijden
| №  | Plaats      | Datum            | Competitie                                        | Wedstrijd    | Uitslag |
| -- | ----------- | ---------------- | ------------------------------------------------- | ------------ | ------- |
| 1  | Lomé        | 7 november 1982  | Vriendschappelijk                                 | Togo − Benin | 2 − 2   |
| 2  | Cotonou     | 30 maart 1983    | Vriendschappelijk                                 | Benin − Togo | 0 − 2   |
| 3  | Ouagadougou | 25 november 1984 | Vriendschappelijk                                 | Benin − Togo | 0 − 2   |
| 4  | Cotonou     | 14 oktober 1990  | Afrika Cup 1992 kwalificatie                      | Benin − Togo | 1 − 1   |
| 5  | Lomé        | 14 juli 1991     | Afrika Cup 1992 kwalificatie                      | Togo − Benin | 0 − 3   |
| 6  | Lomé        | 13 mei 1995      | Vriendschappelijk                                 | Togo − Benin | 3 − 0   |
| 7  | Lomé        | 20 augustus 1996 | Vriendschappelijk                                 | Togo − Benin | 2 − 0   |
| 8  | Cotonou     | 19 januari 1997  | Vriendschappelijk                                 | Benin − Togo | 1 − 1   |
| 9  | Lomé        | 6 september 1998 | Vriendschappelijk                                 | Togo − Benin | 0 − 1   |
| 10 | Cotonou     | 4 juni 2000      | Vriendschappelijk                                 | Benin − Togo | 1 − 2   |
| 11 | Cotonou     | 30 december 2001 | Vriendschappelijk                                 | Benin − Togo | 1 − 1   |
| 12 | Cotonou     | 20 mei 2004      | Vriendschappelijk                                 | Benin − Togo | 0 − 1   |
| 13 | Lomé        | 23 mei 2004      | Vriendschappelijk                                 | Togo − Benin | 1 − 1   |
| 14 | Lomé        | 3 september 2006 | Afrika Cup 2008 kwalificatie                      | Togo − Benin | 2 − 1   |
| 15 | Cotonou     | 17 juni 2007     | Afrika Cup 2008 kwalificatie                      | Benin − Togo | 4 − 1   |
| 16 | Lomé        | 16 juli 2017     | African Championship of Nations 2018 kwalificatie | Togo − Benin | 1 − 1   |
| 17 | Cotonou     | 23 juli 2017     | African Championship of Nations 2018 kwalificatie | Benin − Togo | 1 − 1   |
| 18 | Lomé        | 9 september 2018 | Afrika Cup 2019 kwalificatie                      | Togo − Benin | 0 − 0   |
| 19 | Cotonou     | 24 maart 2019    | Afrika Cup 2019 kwalificatie                      | Benin − Togo | 2 − 1   |
| 20 | Porto-Novo  | 28 juli 2019     | African Championship of Nations 2020 kwalificatie | Benin −Togo  | 0 − 0   |
| 21 | Lomé        | 4 augustus 2019  | African Championship of Nations 2020 kwalificatie | Togo − Benin | 1 − 0   |
| 22 | Aksu        | 29 maart 2022    | Vriendschappelijk                                 | Togo − Benin | 1 − 1   |
| 23 | Lomé        | 25 oktober 2024  | African Championship of Nations 2024 kwalificatie | Togo − Benin | 2 − 0   |
| 24 | Abidjan     | 2 november 2024  | African Championship of Nations 2024 kwalificatie | Benin − Togo | 1 − 1   |

## Samenvatting
| Competitie                                   | Totaal gespeeld | Winst Benin | Gelijk | Winst Togo | Doelsaldo Benin – Togo |
| -------------------------------------------- | --------------- | ----------- | ------ | ---------- | ---------------------- |
| Afrika Cup-kwalificatie                      | 6               | 2           | 2      | 2          | 11 − 5                 |
| African Championship of Nations-kwalificatie | 6               | 0           | 4      | 2          | 3 − 6                  |
| Vriendschappelijk                            | 12              | 1           | 6      | 5          | 8 − 16                 |
| Totaal                                       | 24              | 3           | 12     | 9          | 22 − 27                |

Wedstrijden bepaald door strafschoppen worden, in lijn met de FIFA, als een gelijkspel gerekend.